# Fomins & Kleins
Fomins & Kleins war eine lettische Pop-Rock-Band, die von 2002 bis 2006 bestand. Die Frontleute waren der Sänger Ivo Fomins und der Gitarrist Tomas Kleins, außerdem gesellten sich bei Liveauftritten noch weitere Musiker hinzu.

## Werdegang
Die Musiker, die beide vorher schon aktiv in der lettischen Rockszene waren, erhielten 2002 einen Plattenvertrag, und hatten 2003 nicht nur ein Debütalbum namens Muzikants, sondern auch einige Radiohits zu verbuchen.
Die Gruppe gewann den nationalen Vorentscheid und durfte daher beim Halbfinale des Eurovision Song Contest 2004 in Istanbul für ihr Land antreten. Mit dem Rocksong Dziesma par laimi verpassten sie aber mit Platz 17 den Einzug ins Finale.